# Stoppeltje
Stoppeltje (Frans, origineel: Petit Poilu) is een Belgische woordeloze stripreeks en een daarvan afgeleide tekenfilmreeks van scenarist Céline Fraipont en tekenaar Pierre Bailly. Het doelpubliek is 3 tot 6 jaar.
Stoppeltje is een zwart jongetje met stekelig haar (vandaar zijn naam) en een rode neus. Hij draagt steeds een gifgroen pakje en een oranje rugzakje. In elk avontuur maakt hij zich klaar om naar school te gaan, maar wordt onderweg elke keer meegetrokken in een avontuur. Hij wordt van de ene emotie in de andere gezogen en tijdens zijn avontuur komt er steeds een moment waarop hij zijn ouders mist. Daarna komt alles steeds goed en kan hij huiswaarts keren, telkens vergezeld van een souvenir uit het avontuur.
De reeks verschijnt bij uitgeverij Dupuis, die hiermee jonge kinderen wil aanzetten om strips (zelfstandig of met ouders) te lezen. De uitgeverij lanceerde tevens een website met educatieve info rond het figuurtje. Achteraan elk album staat ook beschreven op welke thema's die belangrijk zijn bij de ontwikkeling van een kind het verhaal inspeelt. Het eerste album uit de reeks kwam uit in 2007. In 2017 maakten Belvision en Dupuis Edition & Audiovisuel een tekenfilmreeks die is gebaseerd op de stripreeks. In Vlaanderen werd de reeks uitgezonden op Ketnet.
Van het eerste album uit de reeks, De gulzige zeemeermin, leidde toneelgezelschap luxemburg een muzikale theatervoorstelling af onder de naam Stoppeltje (woke up this morning). Het doelpubliek daarvan was 6+.

## Albums
1. De gulzige zeemeermin (2007)
2. Het misthuis (2007)
3. Protest in de moestuin (2008)
4. Oma Snoep (2008)
5. De stam van de smiksmakkers (2009)
6. Een stoppelig cadeau (2017)
7. Kramiek de kleine boef (2017)
8. Het schaduwbos (2017)
9. De schat van Kokos (2017)
10. Koele liefde (2021)
11. Het ziekenhuis van dokters Toktok (2021)
12. Planeet Kapsalon (2021)
13. Fort drol (2021)
14. En piste les andouilles! (niet vertaald, 2013)
15. L'expérience extraordinaire (niet vertaald, 2014)
16. Le blues du yéti (niet vertaald, 2014)
17. À nous deux! (niet vertaald, 2015)
18. Superpoilu (niet vertaald, 2015)
19. Le prince des oiseaux (niet vertaald, 2016)
20. Madame Minuscule (niet vertaald, 2017)
21. Chandelle-sur-Trouille (niet vertaald, 2017)
22. Mic-Mac chez Monsieur Range-Tout (niet vertaald, 2018)
23. Duel de bulles (niet vertaald, 2021)
24. Les sauveurs d'Outoupousse (niet vertaald, 2021)
25. Pas de bain pour Antidouche ! (niet vertaald, 2021)

Niet alle albums verschenen in het Nederlands. Aangezien het woordeloze strips zijn, is de vertaling hoe dan ook beperkt tot onder meer de titel en de educatieve uitleg.